# Pavol Országh Hviezdoslav
Pavol Országh Hviezdoslav est un poète slovaque, né le 2 février 1849 à Vyšný Kubín et mort le 8 novembre 1921 à Dolný Kubín. P. O. Hviezdoslav, dramaturge et traducteur, est l’un des personnages les plus connus dans la culture slovaque et plus précisément de la littérature slovaque dans les dernières années du XIXe siècle.

## Biographie
Sa création littéraire s'orientait vers la lyrique - la lyrique réflexive et naturelle, mais aussi et surtout vers la poésie écrite en vers. Dans le domaine du drame P. O. Hviezdoslav a essayé de combiner le vers avec la phrase prosaïque. Il occupait une poste active vers la réalité nationale. Sa relation vers la réalité se réalise par son effort d'unifier les moments personnels et communs à l'aide de la confrontation d'une expérience et de l'idéal. La lyrique est la clef vers l’interprétation idéale de tout l'œuvre de Hviezdoslav et elle est toujours présente dans chaque étape de sa création littéraire ? Le symbole persistant de la lyrique de Hviezdoslav est l’écartement des motifs intimes et des motifs familiaux vis-à-vis des problèmes nationaux et mondiaux en restant dans le domaine des relations sociales à l'intérieur de sa propre nation.

## Réception
- « Le plus grand poète slovaque. [...] Lui aussi avait créé sa propre langue; Mais il n'avait pas créé ses propres lecteurs. »[1]